# 六波羅
六波羅（ろくはら）は、京都の鴨川東岸の五条大路から七条大路一帯の地名。現在の京都市東山区の一部。六原とも記される。

## 歴史
天暦5年（951年）空也がこの地に西光寺を創建し、後に中信がこの寺を六波羅蜜寺と改名したことから「六波羅」と呼ばれるようになったという。
この地は洛中から京都の住民の葬地であった鳥辺野に入る際の入口にあたる事から、この他にも六道珍皇寺など沢山の寺院が建てられ、信仰の地として栄えた。
院政期には平正盛が一族のために供養堂を建立し、その子忠盛が「六波羅館」を置き、ここを武家（軍事貴族）の拠点とする。正盛父子の伊勢平氏は、伊勢国を本拠としており、京都から伊勢や東国方面への街道が近くにある六波羅が拠点として選ばれた。また、後白河法皇が六波羅の南に法住寺殿を造営したことも、院御所の警固という武士の職務との関係において重要な点である。平清盛の時代に平氏政権の中心となるが、後に清盛は洛中（八条一坊）に「西八条邸」を造営して政治の拠点を移した。しかし平氏一門の軍事力の拠点は引き続き六波羅館に残った。また、清盛が台頭する過程の二条天皇の頃には押小路東洞殿がある左京三条三坊周辺にも平経盛や頼盛、平宗盛の正室・清子や平重盛の妾・小輔掌侍の邸宅が集まった区域があったことが知られており、清盛が二条天皇と密接であった時期にはここも拠点の1つであったと考えられている。
寿永2年（1183年）平氏の都落ちの際、六波羅館は焼失した。
平氏の都落ち後、六波羅の地は源頼朝に与えられ、京都守護となった北条時政が京都守護の庁舎を置き（後、一族で甥の北条時定が駐留する）、頼朝や御家人の宿舎が築かれた。ただし、頼朝は六条堀川に河内源氏代々の館を持ち、時政以後の京都守護は公家出身者や京都在住が長い武士が多かったために自己の屋敷を庁舎としており、専ら北条氏のように京都に拠点の無い東国武士が拠点にする場合が多かったとされている。
承久3年（1221年）、承久の乱後の朝廷へ対しての処理として、六波羅探題が置かれる。また、周辺には探題に仕えた武士達の邸宅も設置された。なお、六波羅探題周辺には、将軍上洛の際の御所が設置されており、元弘の変の際に花園上皇や量仁親王（後の光厳天皇）ら持明院統の皇族が六波羅探題北方の内部にあった将軍滞在用の桧皮屋に仮の御所を置いている（『続史愚抄』・『増鏡』など）。
元弘3年（1333年）、六波羅探題は足利尊氏によって攻められ滅亡する。室町幕府は洛中に根拠を置いたために、武士の居住は減少し、再び寺院などが建てられて信仰の町としての趣を取り戻し、参詣客を相手とした芸能、茶売りなどの文化で賑わう。
明治2年（1869年）、六波羅の地名にちなんだ六原小学校が建てられた。